# Dlouhá Třebová (stacja kolejowa)
Dlouhá Třebová – stacja kolejowa w miejscowości Dlouhá Třebová, w kraju pardubickim, w Czechach Znajduje się na wysokości 360 m n.p.m..
Na stacji nie ma możliwości zakupu biletów, a obsługa podróżnych odbywa się w pociągu.

## Linie kolejowe
- 010 Kolín – Česká Třebová